# Maria Caroline Gibert de Lametz
Maria Luísa Carlota Gabriela Gibert (em francês: Marie-Louise Charlotte Gabrielle Gibert;Coulommiers, 18 de junho de 1793 – Mônaco, 25 de novembro de 1879), conhecida como Maria Caroline Gilbert de Lametz, foi uma aristocrata francesa e esposa do príncipe Florestan I do Mónaco.

## Biografia

### Infância
Nascida na classe alta de Champagne, era filha do advogado Charles-Thomas Gibert, e de Françoise-Henriette Legras de Vaubercey. O casamento de seus pais terminou em divórcio, e ela se tornou a enteada adotiva de Antoine Rouyer de Lametz.
A futura princesa passou a infância em Lametz, no castelo que seu padrasto, Antoine Rouyer, administrador escolar militar de Saint-Cyr sob o Império, havia adquirido em 1803. Ela escolheu ser chamada de Caroline e adotou o nome usual Gibert de Lametz. 

### Casamento
Em maio de 1814, Amélie d'Aumont, filha ilegítima da princesa Luísa do Mônaco, portanto meia-irmã do príncipe Florestan de Mônaco, casada no Château de Lametz, Luís Pierre Musnier de Mauroy (criado barão por Luís XVIII em 1817), o meio-irmão de Caroline. É nessa ocasião que Florestan conhece Caroline. Ele tem vinte e nove anos, ela tem vinte e um. Escura, com traços um tanto fortes, é uma jovem inteligente e boa. Em 27 de novembro de 1816, ele se casa com ela. Este casamento é celebrado na intimidade, porque a família de Mônaco se opõe a ele. Desta união nasceram dois filhos, o príncipe Carlos em 1818, e a princesa Florestina, em 1833.
Em 1841, o príncipe reinante, Honorato V de Mônaco (irmão de Florestan), morreu sem descendência legítima. Florestan acede assim ao trono monegasco sob o nome de Florestan I.

### A princesa visionária
A nova princesa de Mônaco é então esposa de um homem endividado, soberano de um Estado que era tanto. Excelente administradora, ela permitiu que o príncipe recuperasse suas finanças graças ao seu talento em economia. Em particular, ela assumiu e levou a uma conclusão bem-sucedida dos numerosos processos que sobrecarregaram a fortuna de sua sogra, a princesa Luísa. Além disso, ela governava o principado com mão de ferro porque seu marido, indeciso e pouco inclinado politicamente, deixou todos os assuntos de Estado para ela. Ela restaurou assim as finanças da família, mas a do principado estava caindo em ruínas. Graças ao dote de sua nora, a princesa Antonieta de Mérode, ela teve a ideia de criar um cassino em Mônaco. A fortuna foi imediata e durante os muitos anos que se seguiram, o jogo foi para o principado, a primeira fonte de renda. Seu filho, o príncipe Carlos III, herdou um estado próspero.
Caroline morreu aos 86 anos, 23 anos depois de seu marido.

## Descendência
O príncipe e a princesa do Mônaco tiveram dois filhos:
| Imagem | Nome       | Nascimento            | Morte                  | Notas |
| ------ | ---------- | --------------------- | ---------------------- | --- |
|        | Carlos III | 8 de dezembro de 1818 | 10 de setembro de 1889 | Príncipe Soberano de Mônaco de 20 de junho de 1856 até sua morte. Casou-se com a condessa Antonieta de Mérode, com descendência. |
|        | Florestina | 22 de outubro de 1833 | 24 de abril de 1897    | Casou-se com Guilherme, 1.º Duque de Urach, com descendência.                                                                    |